# Овсянкина, Надежда Кирилловна
Надежда Кирилловна Овсянкина (13 ноября 1922 — 2 мая 1994) — передовик советского сельского хозяйства, бригадир совхоза «Шопшпа» Гаврилов-Ямского района Ярославской области, Герой Социалистического Труда (1973).

## Биография
Родилась в 13 ноября 1922 года в деревне Чубаково, Дубровецкой волости Смоленской губернии в русской крестьянской семье.
В 1939 году переехала на постоянное место жительство в село Величково Ярославской области. Стала работать рядовой колхозницей в колхозе имени Ленина. В 1960 году назначена бригадиром.
В 1965 году путём слияния нескольких предприятий был создан совхоз «Шопшпа». За непродолжительное время этот совхоз стал передовым предприятием области. В том же году Овсянкина переведена работать в совхоз бригадиром комплексной бригады по возделыванию сельскохозяйственных культур. Регулярно добивалась высоких показателей в производстве. В 1971 году представлена к Ордену Октябрьской Революции.
Указом Президиума Верховного Совета СССР от 11 декабря 1973 года за получение высоких показателей в сельском хозяйстве и рекордные урожаи зерновых Надежде Кирилловне Овсянкиной было присвоено звание Героя Социалистического Труда с вручением ордена Ленина и медали «Серп и Молот».
Работала в совхозе до выхода на пенсию.
Член КПСС. Делегат XXV съезда КПСС и Всесоюзного съезда женщин.
Проживала в деревне Величково. Умерла 2 мая 1994 года.

## Награды
За трудовые успехи была удостоена:
- золотая звезда «Серп и Молот» (11.12.1973)
- орден Ленина (11.12.1973)
- Орден Октябрьской Революции (08.04.1971)
- другие медали.